# Supercopa de la CAF 2019
La Supercopa de la CAF 2019  fue la 27.ª edición de la Supercopa de la CAF. El encuentro organizado por la Confederación Africana de Fútbol fue disputado entre el vencedor de la Liga de Campeones de la CAF y el vencedor de la Copa Confederación de la CAF.
El partido se disputó entre el ES Tunis de Túnez, campeón de la Liga de Campeones de la CAF 2018, y el Raja Casablanca de Marruecos, vencedor de la Copa Confederación de la CAF 2018, el encuentro fue disputado en el Estadio Thani bin Jassim de la ciudad de Doha, Catar, el 29 de marzo de 2019.
Raja Casablanca ganó el partido 1-2, ganando su segundo título de la Supercopa de la CAF, después de ganar en 2000.

## Participantes
- ES Tunis
- Raja Casablanca

## Estadio
| Doha                     | Doha |
| ------------------------ | ---- |
| Estadio Thani bin Jassim | Doha |

## Partido
| 29 de marzo de 2019 | ES Tunis    | 1-2     | Raja Casablanca         | Estadio Thani bin Jassim, Doha    |                                   |
| 11:00               | Belaili 57' | Reporte | Hafidi 22' · Banoun 64' | Árbitro(s): Tessema Weyesa Bamlak | Árbitro(s): Tessema Weyesa Bamlak |